# محموآوا (سقز)
قرية محموآوا (بالكردية: مەحمووئاوا) هي إحدى القرى التابعة لـصاحب في ريف قسم زيويه من مقاطعة سقز، في محافظة كردستان الإيرانية.

## السكان
حسب إحصاءات سنة 2006، بلغ إجمالي السكان في محموآوا 60 نسمة وعدد المساكن 11 مسكن. لغة سكان محموآوا هي اللغة الكردية و هم من أهل السنة والجماعة والمذهب الشافعي.